# Akademienprogramm
Das Akademienprogramm ist ein seit 1979/80 von Bund und Ländern gemeinsam finanziertes Programm zur Förderung langfristig angelegter Forschungsvorhaben in den Geistes- und Naturwissenschaften. Mit dem Akademienprogramm betreiben die deutschen Akademien der Wissenschaften eines der größten geisteswissenschaftlichen Forschungsprogramme der Bundesrepublik Deutschland, das der Erschließung, Sicherung und Erforschung des kulturellen Erbes dient. Es wird von der Union der deutschen Akademien der Wissenschaften koordiniert und umfasst insgesamt 127 Vorhaben mit 192 Arbeitsstellen. Diese setzen sich zusammen aus 20 Wörterbüchern, 104 Editionen und drei Projekten aus der sozial- und kulturwissenschaftlichen Grundlagenforschung (Stand 2025). In den Vorhaben sind insgesamt ca. 900 Mitarbeiterinnen und Mitarbeiter beschäftigt. Mehr als 100 Hochschullehrerinnen und Hochschullehrer engagieren sich darüber hinaus ehrenamtlich in den Projekten. Die Ausführungsvereinbarung zum Akademienprogramm (AV-AK) wurde zuletzt 2008 im Rahmen der Gemeinsamen Wissenschaftskonferenz abgeschlossen und vereinbart.

## Teilnahme
Seit 2006 wird das Akademienprogramm jährlich ausgeschrieben. Um darin aufgenommen zu werden, müssen geisteswissenschaftliche Forschungsprojekte folgende Kriterien erfüllen: überregionale Bedeutung, übergeordnete gesellschaftliche und fachwissenschaftliche Relevanz, eine Laufzeit zwischen 12 und 25 Jahren und ein finanzielles Mindestvolumen von 120.000 Euro im Jahr. Zudem sind die Einbindung des wissenschaftlichen Nachwuchses sowie die Qualifizierung der wissenschaftlichen Mitarbeiterinnen und Mitarbeiter über die gesamte Projektlaufzeit zu gewährleisten. Auch wird ein digitales Bearbeitungs- und Publikationskonzept vorausgesetzt. Über den Haushalt des Akademienprogramms, über die Aufnahme von Neuvorhaben und die Fortführung von laufenden Projekten entscheidet die Gemeinsamen Wissenschaftskonferenz, in welcher der Bund und die Bundesländer vertreten sind. Die Entscheidungen werden auf der Grundlage der von der Akademienunion aufgestellten Programm- und Finanzplanung gefällt.

## Evaluation
Regelmäßige Evaluierungen durch externe Wissenschaftlerinnen und Wissenschaftler aus der internationalen Scientific Community sichern den Qualitätsstandard der in den verschiedenen Vorhaben entstehenden Wörterbücher, Lexika und Editionen aus den Gebieten der Theologie, Philosophie, Geschichte, Literatur- und Sprachwissenschaften, Kunstgeschichte und Archäologie, Inschriften- und Namenforschung, der Musikwissenschaft sowie der Grundlagenforschung in den Sozialwissenschaften und Kulturwissenschaften. Nur dank der Struktur der Akademieforschungsstellen und ihrer sie betreuenden Kommissionen ist es möglich, solch langfristig angelegte und sehr umfangreiche Forschungsprojekte kontinuierlich auf hohem Niveau zu bearbeiten, ohne an die Lebenszeit einzelner Personen und die begrenzte Kapazität einzelner Einrichtungen gebunden zu sein.
Der Wissenschaftsrat hat das Akademienprogramm mehrfach positiv evaluiert und festgestellt, dass die Vorhaben des Akademienprogramms häufig, in einigen Fällen sogar weltweit, das Zentrum für bestimmte Forschungsthemen sind, die Qualität und Forschungsleistung beachtlich ist und im Beitrag der Forschungsergebnisse dieses Programms zu den empirischen Grundlagen z. B. der Philosophie, der Geschichte, der Theologie und der Philologien eine sehr wichtige und zentrale Leistung bietet.

## Forschungsvorhaben
Eine alphabetisch, zeitlich, nach Projekttyp oder thematisch sortierte Auflistung der Forschungsvorhaben auf aktuellem Stand ist auf der Website der Union der deutschen Akademien der Wissenschaften einsehbar.